# Список прем'єр-міністрів Кенії
У статті подано список керівників уряду Кенії від періоду досягнення країною незалежності до ліквідації посади 2013 року.

## Історія
1961 року було проведено загальні вибори, перемогу на яких здобув Кенійський африканський національний союз (КАНС). Представники КАНС відмовились формувати уряд до звільнення із заслання лідера партії й кенійського визвольного руху Джомо Кеніати. За таких умов було сформовано тимчасовий уряд («урядове управління») на чолі з Рональдом Нгалою. Невдовзі урядове управління було переформовано на «представництво громад».
Після звільнення Джомо Кеніати було сформовано коаліційний уряд, який очолили обидва лідери (Кеніата і Нгала) як міністри з конституційних питань. Після проведення загальних виборів 1963 року й надання Кенії самоврядності першим прем'єр-міністром став Джомо Кеніата.
Після проголошення незалежності Кенії залишався чинним кабінет, сформований Джомо Кеніатою. Після запровадження республіки президент став безпосередньо керувати урядом.
Відтоді пост прем'єр-міністра запроваджувався на короткий термін як захід політичного врегулювання гострої політичної та міжетнічної кризи, що виникла2007 року після відмови найбільшої опозиційної партії, Помаранчевого демократичного руху, визнати результати загальних виборів. Пост отримав лідер «помаранчевих» Раїла Одінга. Це було зроблено з метою розподілу влади в країні. 2013 року після виходу у відставку президента Мваї Кібакі пост прем'єр-міністра знову було ліквідовано.

## Список
|  | Picture        | Name                      | Took office       | Left office       | Political party              |
|  | -------------- | ------------------------- | ----------------- | ----------------- | ---------------------------- |
|  |                | Ronald Gideon Ngala       | 1960              | 1 June 1963       | Kenya African National Union |
|  |                | Jomo Kenyatta             | 1 June 1963       | 12 December 1964  | Kenya African National Union |
|  |                | Jomo Kenyatta             | 12 December 1964  | 12 December 1964  | Kenya African National Union |
|  |                | Jaramogi Oginga Odinga    | 12 December 1964  | 14 April 1966     | KANU                         |
|  |                | Joseph Murumbi            | 3 May 1966        | 31 August 1966    | KANU                         |
|  |                | Daniel arap Moi           | 5 January 1967    | 22 August 1978    | KANU                         |
|  |                | Mwai Kibaki               | 14 October 1978   | 24 March 1988     | KANU                         |
|  |                | Josephat Karanja          | 24 March 1988     | 1 May 1989        | KANU                         |
|  |                | George Saitoti            | 1 May 1989        | 8 January 1998    | KANU                         |
|  | 8 January 1998 | George Saitoti            | 30 August 2002    | KANU              |                              |
|  |                | Musalia Mudavadi          | 4 November 2002   | 3 January 2003    | KANU                         |
|  |                | Michael Kijana Wamalwa    | 3 January 2003    | 23 August 2003    | NRC                          |
|  |                | Moody Awori               | 25 September 2003 | 9 January 2008    | NRC / PNU                    |
|  |                | Kalonzo Musyoka           | 9 January 2008    | 9 April 2013      | WDM–K                        |
|  |                | Raila Odinga              | 17 April 2008     | 9 April 2013      | Orange Democratic Movement   |
|  |                | William Ruto              | 9 April 2013      | 9 April 2019      | Jubilee                      |
|  |                | Uhuru Kenyatta            | 9 April 2019      | 13 September 2022 | The National Alliance        |
|  |                | Uhuru Kenyatta            | 9 April 2019      | 13 September 2022 |                              |
|  |                | Geoffrey Rigathi Gachagua | 13 September 2022 | 27 October 2022   | United Democratic Alliance   |
|  | 120x120px      | Musalia Mudavadi          | 27 October 2022   | 1 June 2024       | Amani National Congress      |
|  | 120x120px      | Musalia Mudavadi          | 1 June 2024       | Incumbent         | Amani National Congress      |